# ليندا كين
ليندا كين (بالإنجليزية: Linda Keen) هي أستاذة جامعية ورياضياتية أمريكية، ولدت في 9 أغسطس 1940 في نيويورك في الولايات المتحدة.